# Paul Löffler (Maler)

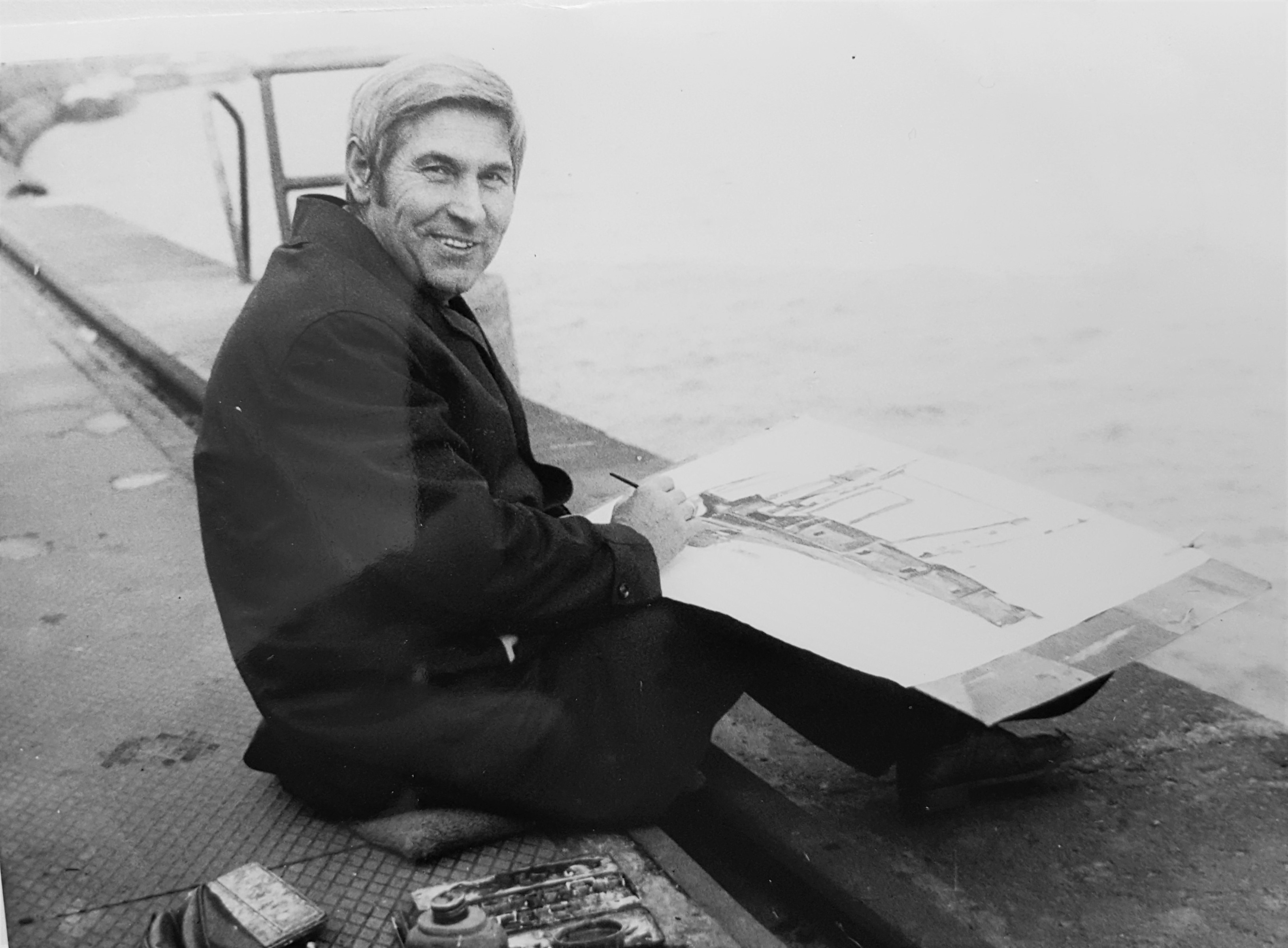
Paul Löffler beim Arbeiten im Mannheimer Hafen, ca. 1975

Paul Löffler (* 15. Januar 1920 in Mannheim; † 1995 in Speyer) war ein deutscher Maler und Graphiker. Er schuf naturalistische Porträts in Öl ebenso wie abstrakte Formkompositionen in der Technik der Radierung, Stillleben in Aquarelltechnik ebenso wie Bleistift- und Tuschezeichnungen klassischer Themen, Aquatinta-Radierungen von Landschaften und Gouachen abstrakter Körper.

## Leben
Löffler wurde nach dem Abitur zum Reichsarbeitsdienst eingezogen, wo er bei großen Bauprojekten eingesetzt wurde und zudem eine vormilitärische Ausbildung mit viel Drill erhielt. Im Zweiten Weltkrieg diente er bei einer Fallschirmjägereinheit. Nach dem Krieg absolvierte er eine graphische Ausbildung bei Landmann und lernte Aktzeichnen bei Carl Trummer. 1949 studierte er Maltechnik bei Wilhelm Herberholz und 1949/1950 Kunstgeschichte bei J. Heinrich Schmidt.
Von 1950 an arbeitete er als freier Graphiker und Maler in Mannheim. Seine Arbeiten fanden bald Anerkennung, so erhielt er 1951, 1953 und 1954 den Kunstpreis der Freunde der bildenden Kunst e. V. München und den Kunstpreis der Jugend Baden-Baden 1955.
1961–1963 bildete er sich in den USA fort. 1963 bis 1971 lehrte er an der Mannheimer Abendakademie. 1964/65 arbeitete er zusätzlich als Kunsterzieher am Tulla-Gymnasium und am Bach-Gymnasium in Mannheim. Ab 1971 wirkte er als Kunsterzieher am Pfalzinstitut für Hörsprachbehinderte in Frankenthal.
Herbert L. Breiner schrieb in der Broschüre des Mannheimer Kunstvereins Paul Löffler zur Ausstellung 1987: „Wer seine Werke in der Reihe ihrer zeitlichen Entstehung sieht, erkennt in letzter Zeit Züge des Melancholisch-Schwermütigen, die sich abheben von Bildern mit Zügen des Heiter-Unbeschwerten, die im Zusammenwirken mit Kindern und Jugendlichen entstehen. In der Auseinandersetzung mit der Kreativität des Kindes und insbesondere der des gehörlosen Kindes entwickelte sich Paul Löffler durch sein Wirken im Gymnasium Mannheim und am Pfalzinstitut für Hörsprachbehinderte Frankenthal zu einem der bedeutendsten Kunsterzieher unserer Zeit. In vielen Ausstellungen in denen er als freischaffender Künstler sich einbrachte und gleichzeitig auch dem Kinde Raum zur Darstellung gab, in vielen Wettbewerben mit ersten Preisen auf Bundesebene fand sein großes Können als Kunsterzieher Anerkennung.“

## Ausstellungen (Auswahl)
- 1952: Kunstausstellung Eisen und Stahl, Düsseldorf
- 1957: Kunstausstellung des Landes Baden-Württemberg, Stuttgart 1957
- 1957: Kunstausstellung des Künstlerbundes Baden-Württemberg, Mannheim 1957
- 1960: Kunstausstellung Rhein-Neckar
- 1962: Ausstellung Badische Kunst der Gegenwart
- 1963: Ausstellung der Gruppe 64, Gewerkschaftshaus Mannheim
- 1965: Art-Gallery, New York
- 1965: Art-Gallery, Buffalo
- 1973: Ausstellung Malerei der Gegenwart, Viernheim
- 1977: Ausstellung Hommage à Mozart, Rhein-Neckar
- 1980: Ausstellung Galerie Landeck
- 1981: Ausstellung Mahnung und Erinnerung, Jüdische Gemeinde Mannheim
- 1986: Ausstellung Kunstverein Maxdorf
- 1987: Ausstellung Mannheimer Kunstverein

## Ehrungen
- 1951, 1953, 1954: Kunstpreis der Freunde der bildenden Kunst e.V. München
- 1979: Erster Bundespreis im Wettbewerb „Die Deutschen und ihre östlichen Nachbarn“